# Oncothericles ougandae
Oncothericles ougandae är en insektsart som beskrevs av Marius Descamps 1977. Oncothericles ougandae ingår i släktet Oncothericles och familjen Thericleidae. Inga underarter finns listade i Catalogue of Life.